# Maesa corylifolia
Maesa corylifolia är en viveväxtart som beskrevs av Asa Gray. Maesa corylifolia ingår i släktet Maesa och familjen viveväxter. Inga underarter finns listade i Catalogue of Life.